# Associazione Calcio Udinese 1931-1932
Questa pagina raccoglie i dati riguardanti l'Associazione Calcio Udinese nelle competizioni ufficiali della stagione 1931-1932.

## Rosa
| N. |                   | Ruolo | Calciatore          |
| -- | ----------------- | ----- | ------------------- |
|    | Italia (bandiera) | A     | Mario Bartesaghi    |
|    | Italia (bandiera) | D     | Gino Bellotto       |
|    | Italia (bandiera) | A     | Carlo Bonino        |
|    | Italia (bandiera) | A     | Buzzi               |
|    | Italia (bandiera) | P     | Emilio Calligaris   |
|    | Italia (bandiera) | D     | Fulvio Ciroi        |
|    | Italia (bandiera) | A     | Cherubino Comini    |
|    | Italia (bandiera) | A     | Remo Cossio         |
|    | Italia (bandiera) | A     | Walter D'Odorico    |
|    | Italia (bandiera) | D     | Ferdinando Dal Pont |
|    | Italia (bandiera) | D     | Giovanni Felini     |
|    | Italia (bandiera) | A     | Armando Fornarola   |

| N. |                   | Ruolo | Calciatore        |
| -- | ----------------- | ----- | ----------------- |
|    | Italia (bandiera) | D     | Gino Magrini      |
|    | Italia (bandiera) | C     | Carlo Melchior    |
|    | Italia (bandiera) | A     | Attilio Mestroni  |
|    | Italia (bandiera) | A     | Mario Micheloni   |
|    | Italia (bandiera) | A     | Vittorio Modotti  |
|    | Italia (bandiera) | D     | Giulio Piccoli    |
|    | Italia (bandiera) | C     | Silvio Semintendi |
|    | Italia (bandiera) | C     | Sisto Tavano      |
|    | Italia (bandiera) | A     | Antonino Valente  |
|    | Italia (bandiera) | A     | Pietro Vittorio   |
|    | Italia (bandiera) | P     | Dario Vogrigh     |
|    | Italia (bandiera) | C     | Stelio Zilli      |

## Risultati

### Campionato

#### Girone di andata
- La partita Udinese-Cagliari è stata anticipata al 15 novembre, quando il campionato era fermo per la partita Italia-Cecoslovacchia.

| Arbitro: | Guarnieri (Milano) |

|                                                                 |           |               |
| Felini 17’ (aut.) Trovati 22’ 36’ Staffetta 48’ Dossena 57’ 61’ | Marcatori | 46’ D'Odorico |

| Arbitro: | Mazzini (Bologna) |

|                                                                |           |  |
| Panzeri 21’, 79’ Sanero 25’, 51’ Bonello 66’ Barisone 76’, 87’ | Marcatori |  |

| Arbitro: | Quilleri (Brescia) |

|  |           |             |
|  | Marcatori | 50’ Bonardi |

| Arbitro: | Carletti (Trieste) |

|               |           |                           |
| Fornarola 60’ | Marcatori | 32’, 37’, 77’, 83’ Gorini |

| Arbitro: | Benvignati (Roma) |

|           |           |  |
| Barni 32’ | Marcatori |  |

| Udine 25 ottobre 1931 6ª giornata | Udinese           | 0 – 0 referto | Lecce | Stadio Moretti\| Arbitro: \| Melandri (Genova) \| |
| Arbitro:                          | Melandri (Genova) |               |       |                                                   |

| Arbitro: | Rovida (Milano) |

|  |           |             |
|  | Marcatori | 20’ Valente |

| Arbitro: | Scotto (Savona) |

|                               |           |  |
| Miniati 43’ 53’ Angiolini 68’ | Marcatori |  |

| Arbitro: | Piccoli (Bologna) |

|             |           |  |
| Valente 57’ | Marcatori |  |

| Udine 22 novembre 1931 9ª giornata | Udinese             | 0 – 0 referto | Monfalconese CNT | Stadio Moretti\| Arbitro: \| Corradini (Bologna) \| |
| Arbitro:                           | Corradini (Bologna) |               |                  |                                                     |

| Arbitro: | Beretta (Novi Ligure) |

|                     |           |  |
| Aliatis 10’ Duo 63’ | Marcatori |  |

| Arbitro: | Dall'Era (Brescia) |

|               |           |          |
| D'Odorico 75’ | Marcatori | 42’ Foni |

| Arbitro: | Ferorelli (Napoli) |

|                                                    |           |                |
| Scioscia 34’ Radice 38’ (rig.) Banchero II 56’ 85’ | Marcatori | 21’ Bartezaghi |

| Arbitro: | Pizziolo (Firenze) |

|                      |           |                                                   |
| Righi 56’ Poli I 65’ | Marcatori | 11’ 15’ Bartezaghi 55’ 80’ D'Odorico 89’ Mestroni |

| Arbitro: | Dalle Mole (Vicenza) |

|              |           |                     |
| D'Odorico 3’ | Marcatori | 41’ Galli 77’ Curti |

| Arbitro: | De Polo (Tortona) |

|               |           |  |
| D'Odorico 11’ | Marcatori |  |

| Arbitro: | Dall'Era (Brescia) |

|                          |           |                        |
| Bernardi 29’ Patuzzi 63’ | Marcatori | 3’ Mestroni 87’ Comini |

#### Girone di ritorno
| Arbitro: | Scorzoni (Bologna) |

|  |           |                |
|  | Marcatori | 89’ Camisaschi |

| Arbitro: | Zorzi (Venezia) |

|                                      |           |                       |
| Bettoni 15’ (aut.) Mestroni 42’, 74’ | Marcatori | 7’, 32’ (rig.) Sanero |

| Arbitro: | De Crescenzo (Napoli) |

|                        |           |                |
| Bonardi 24’ Nasoni 48’ | Marcatori | 49’ 89’ Comini |

| Arbitro: | Quilleri (Brescia) |

|                         |           |                                         |
| Di Bello 73’ Gorini 86’ | Marcatori | 23’ Comini 51’ 64’ Micheloni 76’ Comini |

| Arbitro: | Dall'Era (Brescia) |

|               |           |                         |
| D'Odorico 48’ | Marcatori | 67’ Nekadoma 75’ Querci |

| Arbitro: | Dattilo (Roma) |

|                         |           |               |
| Pampaloni 15’ Scher 58’ | Marcatori | 14’ D'Odorico |

| Arbitro: | Pizziolo (Firenze) |

|                                   |           |           |
| Comini 47’ 51’ Comini 53’ 63’ 89’ | Marcatori | 42’ Gobbi |

| Arbitro: | Rovida (Milano) |

|               |           |  |
| D'Odorico 53’ | Marcatori |  |

| Arbitro: | Beretta (Novi Ligure) |

|           |           |  |
| Comar 73’ | Marcatori |  |

| Cagliari 24 aprile 1932 27ª giornata | Cagliari           | 0 – 0 | Udinese | Stadio Comunale Via Pola\| Arbitro: \| Pizziolo (Firenze) \| |
| Arbitro:                             | Pizziolo (Firenze) |       |         |                                                              |

| Arbitro: | Bertoli (Vicenza) |

|            |           |                       |
| Tavano 25’ | Marcatori | 47’ Gruden 84’ Severi |

| Arbitro: | Ciamberlini (Genova) |

|                                                           |           |                            |
| Foni 4’ 15’ 69’ Astolfi 6’ Rossi 26’ (rig.) Gravisi I 61’ | Marcatori | 17’ Mestroni 48’ Micheloni |

| Arbitro: | Giulini (Lodi) |

|              |           |            |
| Mestroni 13’ | Marcatori | 21’ Radice |

| Arbitro: | Carletti (Ancona) |

|                             |           |  |
| Comini 9’ 58’ Micheloni 84’ | Marcatori |  |

| Arbitro: | Quilleri (Brescia) |

|                  |           |            |
| Rizzotti 20’ 35’ | Marcatori | 32’ Comini |

| Arbitro: | Carminati (Milano) |

|                      |           |  |
| Rossi 18’ Persia 85’ | Marcatori |  |

| Arbitro: | Turbiani (Ferrara) |

|                                      |           |                                                            |
| Mestroni 28’ Melchior 74’ Comini 77’ | Marcatori | 5’ Patuzzi 8’ Tommasi 23’ Patuzzi 30’ Righetti 63’ Biagini |